# Premi Guillaume Apollinaire
El Premi Guillaume Apollinaire és un premi literari francès atorgat, cada any a partir de 1941, a una col·lecció de poemes en francès per la seva originalitat i modernitat.

## Història
El premi va ser fundat el 1941 pel poeta Henri de Lescoet, en homenatge al també poeta Guillaume Apollinaire.
Aquest és un de dels premis de poesia més important de França, de vegades considerat el «Goncourt de la poesia». Ha estat durant molt de temps presentat a Drouant (des de 1975 fins a 2005). De 2006 a 2010, a l'hotel Claret. A l'octubre de 2012, el lliurament de premis es va realitzar per primera vegada a l'hotel Lutetia. El premi inclou l'obtenció d'una quantitat de 1.500 a 3.500 €.

## Membres del jurat
El jurat dels premis Guillaume Apollinaire són escollits per a tota la vida. Des de l'última renovació l'any 2011, els membres del jurat són: 
- Charles Dobzynski (1929)-(2014)– president
- Jean-Pierre Siméon (nascut el 1950) – secretari general
- Marc Alyn (nascut el 1937)
- Marie-Claire Bancquart (nascut el 1932)
- Linda Maria Baros (nnascut el 1981)
- Tahar Ben Jelloun (nascut el 1944)
- Zéno Bianu (nascut el 1950)
- Georges-Emmanuel Clancier (nascut el 1914)
- Philippe Delaveau (nascut el 1950)
- Guy Goffette (nascut el 1947)
- Bernard Mazo (1939-2012)
- Jean Portante (nascut el 1950)
- Robert Sabatier (1923-2012)

## Guanyadors
El premi va ser lliurat 9 vegades a poetes per tot el seu treball: Paul Gilson, Pierre Seghers, Marcel Béalu, Vincent Monteiro, Luc Estang, Léopold Sédar Senghor, Jean-Claude Renard, Yves Martin, i Claude Roy.
Va ser guardonat 9 vegades a les col·leccions publicades en edicions Seghers, 6 vegades a Flammarion i 4 vegades a Gallimard.
Anys 1940
- 1941: Just Calveyrach per Guyane, Îles de Lérins
- 1942: Roger Rabiniaux per Les Faubourgs du ciel, Profils Litt. Fr.
- 1943: Yves Salgues per Le Chant de Nathanael, Profils Litt. Fr.
- 1944 à 1946 : Cap designación
- 1947: Hervé Bazin per Jour, Iles de Lérins
- 1948: Jean L'Anselme per Le Tambour de ville, LEC, éd. Contemporaines, i Rouben Mélik per Passeur d'horizon, Îles de Lérins
- 1949: Cap designació

Anys 1950
- 1950: Paul Chaulot D'autres terres, Îles de Lérins
- 1951: Paul Gilson per tote la seva obre
- 1952: Alain Bosquet per Langue morte, Sagittaire
- 1953: Jean Malrieu per Préface à l'amour, Cahiers du Sud i Armand Lanoux per Colporteur, Éditions Seghers
- 1954: André de Richaud per Le Droit d'asile, Éditions Seghers
- 1956: Robert Sabatier per Les Fêtes solaires, Albin Michel
- 1957: Jacques Baron per Les Quatre temps, Éditions Seghers
- 1957: Gilbert Trolliet per La Colline, Éditions Seghers
- 1958: Jean Rousselot per L'Agrégation du temps, Éditions Seghers
- 1959: Luc Bérimont per L'Herbe à tonnerre, Éditions Seghers, i Pierre Seghers per tote la seva obra

Anys 1960
- 1960: Marcel Béalu i Vincent Monteiro per tota la seva obra
- 1961: Jean Breton per Chair et soleil, La Table Ronde
- 1962: Jeanne Kieffer per Cette Sauvage lumière, Gallimard
- 1963: Jean Bancal per Le Chemin des hommes, Silvaire
- 1964: Jean Desmeuzes per Ballade en Sol majeur, Millas-Martin
- 1965: Robert Lorho (Pseudònim: Lionel Ray) per Légendaire, Éditions Seghers
- 1966: Catherine Tolstoï per Ce que savait la rose, Éditions Seghers
- 1967: Lorand Gaspar per Le Quatrième état de la matière, Flammarion
- 1968: Luc Estang per tota la seva obra
- 1969: Albert Fabre per La Lumière est nommée, Éditions Seghers

Anys 1970
- 1970: Pierre Dalle Nogare per Corps imaginaire, Flammarion
- 1971: Gaston Bonheur per Chemin privé, Flammarion
- 1972: Serge Michenaud per Scorpion Orphée, éditions Guy Chambelland
- 1973: Marc Alyn per Infini au-delà, Flammarion
- 1974: Léopold Sédar Senghor per tota la seva obra
- 1975: Charles Le Quintrec per Jeunesse de dieu, Albin Michel
- 1976: Bernard Noël per "Treize case du Je", Flammarion
- 1977: Édouard J. Maunick per Ensoleillé vif, Le Cherche midi
- 1978: Jean-Claude Renard per tote la seva obra
- 1979: Jean Laugier per Rituel pour une ode, éditions Caractères

Anys 1980
- 1980: Vénus Khoury-Ghata per Les Ombres et leurs cris, Éditions Belfond
- 1981: Gaston Miron per L'Homme rapaillé, Maspéro
- 1982: Jean Orizet per Le Voyageur absent, Éditions Grasset & Fasquelle
- 1983: Pierre Gabriel per La Seconde porte, Rougerie
- 1984: Pierrette Micheloud per Les Mots, la pierre, La Braconnière
- 1985: Jean-Vincent Verdonnet per Ce qui demeure, Rougerie
- 1986: Claude-Michel Cluny per Asymétries, La Différence
- 1987: Yves Broussard per Nourrir le feu, Sud-Poésie
- 1988: James Sacré per Une Fin d'après-midi à Marrakech, André Dimanche
- 1989: Philippe Delaveau per Eucharis, éditions Gallimard

Anys 1990
- 1990: Jacques Gaucheron per Entre mon ombre et la lumière, éditions Messidor
- 1991: Yves Martin per tota la seva obra
- 1992: François de Cornière per Tout cela
- 1993: René Depestre per Anthologie personnelle, Actes Sud
- 1994: Jean-Pierre Siméon per Le Sentiment du monde, Cheyne éditeur
- 1995: Claude Roy  per tota la seva obra
- 1996: Patrice Delbourg per L'Ampleur du désastre, Le Cherche midi
- 1997: Richard Rognet per Lutteur sans triomphe, L'Estocade
- 1998: Anise Koltz per Le Mur du son, Éditions phi, Luxemburg
- 1999: Claude Mourthé per Dit plus bas, Le Castor astral

Anys 2000
- 2000: Alain Jouffroy per C'est aujourd'hui toujours, Gallimard
- 2001: Alain Lance per Temps criblé, Obsidiane/Le temps qu'il fait (éditions)
- 2002: Claude Adelen per Soleil en mémoire, Bernard Dumerchez (éditions)
- 2003: François Montmaneix per Les Rôles invisibles, Le Cherche midi
- 2004: Jacques Darras per Vous n'avez pas le vertige, Gallimard/L'Arbalète (éditions)
- 2005: Bernard Chambaz per Été, Flammarion
- 2006: Jean-Baptiste Para per La Faim des ombres, Obsidiane
- 2007: Linda Maria Baros per La Maison en lames de rasoir, Cheyne éditeur
- 2008: Alain Borer per Icare & I don't, Éditions du Seuil
- 2009: Jacques Ancet per L'Identité obscure, Lettres Vives

Anys 2010
- 2010: Jean-Marie Barnaud per Fragments d'un corps incertain, Cheyne éditeur
- 2011: Jean-Claude Pirotte per Cette âme perdue, Le Castor astral i Autres Séjours, Le Temps qu'il fait
- 2012: Valérie Rouzeau per Vrouz, La Table ronde
- 2013: Frédéric Jacques Temple per Phares, balises & feux brefs, suivi de Périples, Bruno Doucey
- 2014: Askinia Mihaylova per Ciel à perdre, Gallimard
- 2015: Liliane Wouters per Derniers feux sur terre, Editions Le Taillis Pré, etc.
- 2016: Pierre Dhainaut per Voix entre Voix, L'herbe qui tremble, etc.
- 2017: Serge Pey per Flamenco: les souliers de la Joselito, Les fondeurs de brique/Dernier Télégramme
- 2018: Cécile Coulon per Les Ronces, Le Castor astral
- 2019: Olivier Barbarant per Un grand instant, Champ Vallon

#### Anys 2020
- 2020: Nimrod per Petit éloge de la lumière nature, Obsidiane
- 2021: André Velter per Séduire l’univers, précédé d'À contre-peur, Gallimard
- 2022: Denise Desautels per Disparaître, Éditions du Noroît / L'herbe qui tremble
- 2023: Patrick Laupin per La Mort provisoire